# Кейп-Чарлз (Вірджинія)
Кейп-Чарлз (англ. Cape Charles) — місто (англ. town) в США, в окрузі Нортгемптон штату Вірджинія. Населення — 1178 осіб (2020).

## Географія
Кейп-Чарлз розташований за координатами 37°14′55″ пн. ш. 76°0′14″ зх. д. / 37.24861° пн. ш. 76.00389° зх. д. (37.248720, -76.003772).  За даними Бюро перепису населення США в 2010 році місто мало площу 11,28 км², з яких 9,47 км² — суходіл та 1,81 км² — водойми. В 2017 році площа становила 9,36 км², з яких 9,20 км² — суходіл та 0,16 км² — водойми.

### Клімат
| Клімат : Кейп-Чарлз          | Клімат : Кейп-Чарлз | Клімат : Кейп-Чарлз | Клімат : Кейп-Чарлз | Клімат : Кейп-Чарлз | Клімат : Кейп-Чарлз | Клімат : Кейп-Чарлз | Клімат : Кейп-Чарлз | Клімат : Кейп-Чарлз | Клімат : Кейп-Чарлз | Клімат : Кейп-Чарлз | Клімат : Кейп-Чарлз | Клімат : Кейп-Чарлз | Клімат : Кейп-Чарлз |
| Показник                     | Січ.                | Лют.                | Бер.                | Квіт.               | Трав.               | Черв.               | Лип.                | Серп.               | Вер.                | Жовт.               | Лист.               | Груд.               | Рік                 |
| Абсолютний максимум, °C      | 23,9                | 25,6                | 29,4                | 33,9                | 35,0                | 36,7                | 37,2                | 36,7                | 36,7                | 32,8                | 27,8                | 25,0                | 37,2                |
| Середній максимум, °C        | 8,3                 | 10,0                | 13,9                | 19,4                | 23,9                | 28,3                | 31,1                | 29,4                | 26,7                | 21,1                | 16,1                | 10,6                | 20,0                |
| Середній мінімум, °C         | −0,6                | 0,0                 | 3,3                 | 8,3                 | 13,3                | 18,3                | 21,1                | 20,0                | 16,7                | 10,6                | 6,1                 | 1,1                 | 9,9                 |
| Абсолютний мінімум, °C       | −20,6               | −18,3               | −12,8               | −4,4                | −0,6                | 2,2                 | 8,3                 | 6,7                 | 3,9                 | −4,4                | −8,9                | −18,3               | −20,6               |
| Норма опадів, мм             | 88                  | 79                  | 105                 | 83                  | 84                  | 100                 | 128                 | 109                 | 101                 | 91                  | 79                  | 98                  | 1145                |
| ---------------------------- | ------------------- | ------------------- | ------------------- | ------------------- | ------------------- | ------------------- | ------------------- | ------------------- | ------------------- | ------------------- | ------------------- | ------------------- | ------------------- |
| Джерело: The Weather Channel |                     |                     |                     |                     |                     |                     |                     |                     |                     |                     |                     |                     |                     |

## Демографія
Згідно з переписом 2010 року, у місті мешкало 1009 осіб у 516 домогосподарствах у складі 264 родин. Густота населення становила 89 осіб/км².  Було 958 помешкань (85/км²).
Расовий склад населення:
| - 64,6 % — білих - 31,1 % — чорних або афроамериканців - 0,9 % — вихідців з тихоокеанських островів - 0,4 % — азіатів - 0,3 % — корінних американців - 1,6 % — осіб інших рас |

До двох чи більше рас належало 1,1 %. Частка іспаномовних становила 7,4 % від усіх жителів.
За віковим діапазоном населення розподілялося таким чином: 16,2 % — особи молодші 18 років, 55,8 % — особи у віці 18—64 років, 28,0 % — особи у віці 65 років та старші. Медіана віку мешканця становила 53,5 року. На 100 осіб жіночої статі у місті припадало 87,5 чоловіків;  на 100 жінок у віці від 18 років та старших — 83,9 чоловіків також старших 18 років.
Середній дохід на одне домашнє господарство  становив 59 158 доларів США (медіана — 33 281), а середній дохід на одну сім'ю — 81 950 доларів (медіана — 61 607). Медіана доходів становила 38 173 долари для чоловіків та 37 000 доларів для жінок. За межею бідності перебувало 27,0 % осіб, у тому числі 45,3 % дітей у віці до 18 років та 25,4 % осіб у віці 65 років та старших.
Цивільне працевлаштоване населення становило 313 особи. Основні галузі зайнятості: освіта, охорона здоров'я та соціальна допомога — 17,9 %, науковці, спеціалісти, менеджери — 17,3 %, роздрібна торгівля — 15,0 %.